# Schelte van Heemstra (1941-2023)
Schelte baron van Heemstra, zijn voornaam ook geschreven als Schelto (Arnhem, 6 januari 1941 – Den Haag, 12 september 2023), was een Nederlands diplomaat. Van 1986 tot circa 2006 was hij ambassadeur in Zambia, Argentinië, Suriname, Indonesië en Spanje.

## Biografie
Van Heemstra werd geboren als telg uit het adellijke geslacht Van Heemstra en zoon van de latere ambassadeur mr. Schelto baron van Heemstra (1912-1990) en Madelaine Hermance s'Jacob (1916-2006), telg uit het geslacht s'Jacob en dochter van grootgrondbezitter en eigenaar van kasteel Staverden Herman Theodoor s'Jacob. Hij was het oudste kind in een gezin met verder nog twee broers en twee zussen. Zijn vader was later diplomaat waardoor hij een deel van zijn kindertijd doormaakte in de landen Guatemala, de Verenigde Staten, Spanje en Brazilië. Hij studeerde rechten in Utrecht en trouwde in 1965 met een dochter van prof. dr. A.G. Brom met wie hij drie kinderen kreeg. Het lag niet in zijn bedoeling om hetzelfde pad te volgen als zijn vader. Niettemin werd hij vanwege zijn kennis van het Russisch gevraagd voor het klasje van het ministerie van Buitenlandse Zaken. Hier werd hij samen met circa vijftien anderen opgeleid voor de buitenlandse dienst.
Zijn eerste uitzending was naar Joegoslavië. In zijn laatste jaar daar werd zijn vader er aangesteld als ambassadeur. De samenwerking van vader en zoon op een ambassade betekende een unicum binnen de buitenlandse dienst. Hierna vertrok hij naar Trinidad en Tobago en vervolgens naar het Verenigd Koninkrijk, waar zijn (eerste) huwelijk in 1979 strandde. Vervolgens werkte hij in Den Haag, opnieuw Joegoslavië, Oostenrijk, Saoedi-Arabië en Spanje. In Madrid leerde hij drs. Godeke Donner kennen, hoofd Culturele Zaken aldaar, met wie hij in 1985 trouwde.
In 1986 werd hij voor het eerst benoemd tot ambassadeur, in Zambia, en in 1990 werd hij overgeplaatst naar Argentinië. Vervolgens ging hij rond begin juni 1994 naar Paramaribo, waar hij Pieter Koch opvolgde als ambassadeur in Suriname. Hier gingen zijn vrouw en hij ook op in het culturele leven; hij presenteerde een radioprogramma met aandacht voor nieuwe boeken en schreef boekrecensies in het literaire gedeelte van De Ware Tijd. In 1998 werd hij uitgezonden naar Indonesië en uiteindelijk sloot hij zijn carrière af als ambassadeur in Spanje vanaf 2003.
Van Heemstra overleed op 82-jarige leeftijd.